# إدي كينغ (مغني)
إدي كينغ (بالإنجليزية: Eddie King)‏ هو مغني وكاتب أغاني أمريكي، ولد في 21 أبريل 1938 في تالاديغا في الولايات المتحدة، وتوفي في 14 مارس 2012 في بيوريا في الولايات المتحدة.

## وصلات خارجية
- إدي كينغ على موقع ميوزك برينز (الإنجليزية)
- إدي كينغ على موقع أول ميوزيك (الإنجليزية)
- إدي كينغ على موقع ديسكوغز (الإنجليزية)